# Всесвітня виставка 1904

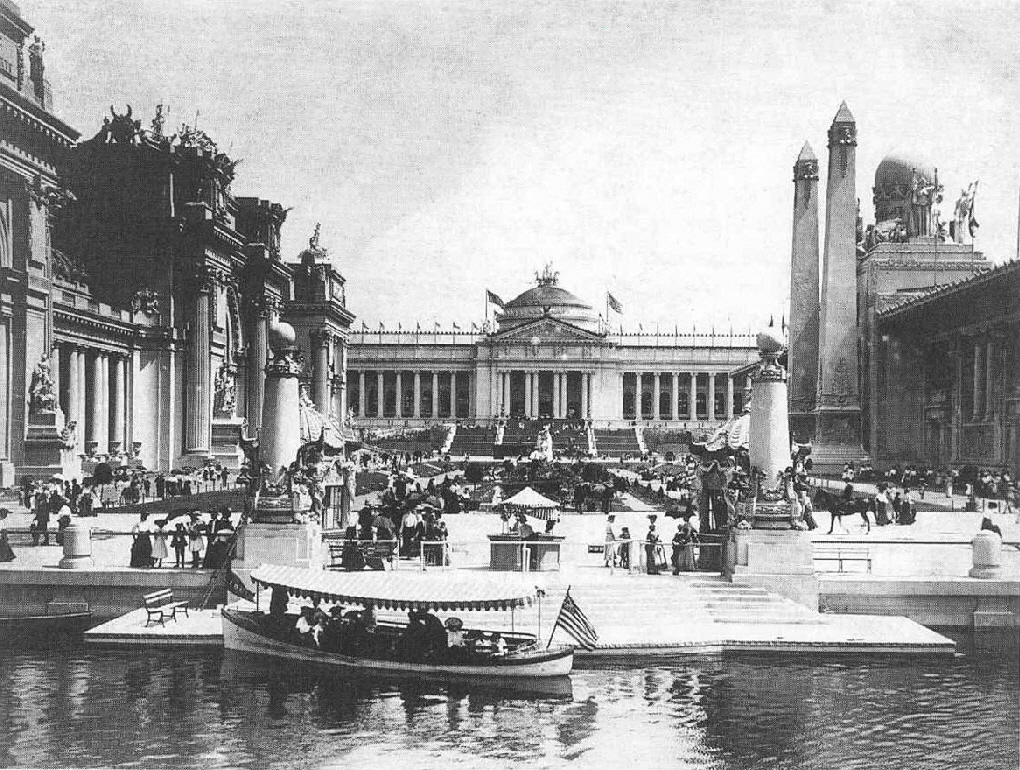
У Сент-Луїсі виставковий рух досяг піку гігантоманії: у величезних павільйонах були безладно перемішані стилі різних епох і народів

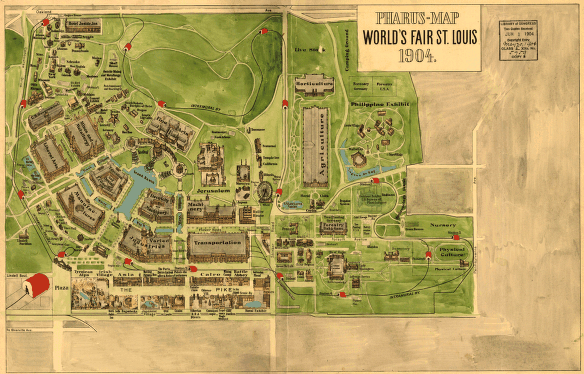
Мапа виставкового центру

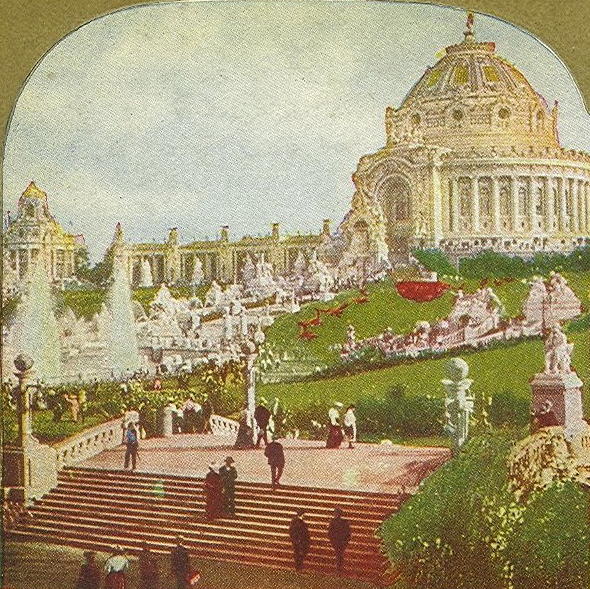
Festival Hall

Всесвітня виставка 1904 (англ. Louisiana Purchase Exposition) повинна була пройти в місті Сент-Луїсі (Міссурі, США) в 1903 — у рік сторіччя луїзіанська покупки. З різних причин відкриття виставки було перенесено на травень 1904, а продовжилася вона до 1 грудня.

## Історія
Відмінною рисою виставки був її розмах. Один тільки сільськогосподарський павільйон займав 324 000 м², а всього до виставки було побудовано 1500 будівель, з'єднаних доріжками загальною довжиною 120 км. Навіть основні павільйони неможливо було обійти менше ніж за тиждень. Майже всі павільйони були з гіпса й розраховані на нетривале використання, проте у двох із них досі поміщаються основні музеї міста - художній і історичний.
В рамках виставки в Сент-Луїсі були проведені Літні Олімпійські ігри 1904 року. Крім того, до уваги глядачів були представлені нові розваги - «людський зоопарк» з представниками тубільних племен Африки й Океанії та багатогодинні реконструкції битв англо-бурської війни, в яких брали участь ветерани війни, включаючи генералів з обох сторін.
У зв'язку з проведенням виставки отримали популярність нові види харчових продуктів: морозиво у вафельному стаканчику, хот-доги, Dr Pepper).
Також відбулися прем'єри нових музичних творів, у тому числі з використанням найбільшого в світі органу. Багатьом американцям виставка запам'яталася як ідилічний зріз тих років, які передували світовим війнам; цією ностальгією проникнутий кіномюзикл «Зустрінь мене в Сент-Луїсі» (1944).

## Цікаві факти
Одним з «експонатів» виставки був військовий ватажок племені апачі, Джеронімо, який продавав на виставці сувеніри та власні фотографії.